# Brains-sur-Gée
Brains-sur-Gée is een gemeente in het Franse departement Sarthe (regio Pays de la Loire) en telt 456 inwoners (1999). De plaats maakt deel uit van het arrondissement La Flèche.

## Geografie
De oppervlakte van Brains-sur-Gée bedraagt 15,9 km², de bevolkingsdichtheid is 28,7 inwoners per km².
De onderstaande kaart toont de ligging van Brains-sur-Gée met de belangrijkste infrastructuur en aangrenzende gemeenten.

## Demografie
Onderstaande figuur toont het verloop van het inwonertal (bron: INSEE-tellingen).